# Baleia-bicuda-de-cuvier
A baleia-bicuda-de-cuvier (nome científico: Ziphius cavirostris) é um cetáceo e a mais amplamente distribuída de todas as baleias-bicudas da família Ziphiidae. É menor do que a maioria das baleias de barbatanas, mas grande entre as baleias-bicudas. É pelágica, habitando águas mais profundas do que 1 000 pés (300 metros). Tem os mergulhos mais profundos e mais longos registrados entre as baleias a 9 816 pés (2 992 metros) e 222 minutos, respectivamente, embora a frequência e as razões para esses mergulhos extraordinários não sejam claras. Apesar de seu habitat em águas profundas, é uma das baleias encalhadas mais frequentemente avistadas.

## Etimologia
O nome do gênero zífio vem do grego xiphos "espada" e o nome da espécie cavirostris do latim cavus "oco" e rostrum "bico", referindo-se ao recuo na cabeça na frente do espiráculo.

## Taxonomia
O naturalista e zoólogo francês Georges Cuvier descreveu a espécie pela primeira vez em Recherches sur les ossements fossiles ("Pesquisa sobre ossos fósseis", 1823) com base em um crânio encontrado na costa mediterrânea da França em Fos-sur-mer, Bouches de Rhone. O chamou de Ziphius cavirostris do latim cavus para "oco" ou "côncavo", referindo-se à bacia prenariana, um oco profundo no crânio que é um traço diagnóstico da espécie. Cuvier acreditava que o crânio representava os restos de uma espécie extinta. Mais tarde, em 1850, o paleontólogo e zoólogo Paul Gervais descobriu que o crânio era idêntico ao de uma carcaça de baleia mais recentemente encalhada em uma praia.

## Descrição
O corpo da baleia-bicuda-de-cuvier é robusto e em forma de charuto, semelhante ao de outras baleias-bicudas e pode ser difícil de distinguir de muitas das baleias mesoplodontes no mar. O corpo dos machos adultos é tipicamente cinza escuro, com a cabeça nitidamente mais clara, ou mesmo branca. Esta coloração clara se estende ao longo da parte posterior. As fêmeas variam em cor de cinza escuro a marrom-avermelhado. A pele da cabeça da fêmea clareia menos do que nos machos e não se estende ao longo da parte posterior. Geralmente nascem pesando cerca de 500 libras e entre 6,8 e pouco mais de 2,5 metros de comprimento. Os filhotes são pretos ou azul-escuros com barriga branca. As fêmeas atingem a maturidade com uma média de 19 a 23 pés de comprimento e os machos de 19 a 22,5 pés, pesando cerca de 2 a 3,5 toneladas.
Mergulhando fundo para pegar a presa, abrem suas mandíbulas de uma forma que cria sucção. Um par de ranhuras na garganta permite que expanda essa região ao sugar sua presa. Este tipo de mandíbula e construção muscular faz com que pareçam ter uma aparência sorridente. Seu crânio tem uma reentrância e o formato de um capacete de bicicleta com sulcos no topo de um nariz semelhante a um ganso, dando a ele o nome de "bico". Todas as baleias-bicudas têm esta aparência geral, mas a baleia-bicudas-de-cuvier tem um bico mais curto em comparação com outras da família dos zifiídeos. Têm um melão ligeiramente bulboso, que pode ser branco ou às vezes mais marrom para as fêmeas. Têm uma cabeça particularmente inclinada gradualmente levando ao melão e um rostro pequeno e suavemente definido, que lhes dá seu apelido ou nome alternativo de baleia de bico de ganso.

## Ecologia

### Mergulho
Em 2014, os cientistas relataram que usaram marcas ligadas a satélite para rastrear as baleias-bicudas-de-cuvier na costa da Califórnia e descobriram que um espécime mergulhou até 9 816 pés (2 992 metros) abaixo da superfície do oceano, o que representa o mergulho mais profundo já documentado para qualquer mamífero. Outro estudo, publicado em 2020, relatou uma espécime fazendo um mergulho que durou 222 minutos, o que representa o mergulho mais longo já documentado para qualquer mamífero. O cientista supervisor Nicola Hodgkins observou que "o tempo de mergulho registrado de mais de três horas provavelmente não é típico, e sim o resultado de um indivíduo levado ao seu limite absoluto". A exposição a altos níveis de ruído de um sonar militar próximo provavelmente causou o comportamento anormal.

### Alimentação e forrageamento

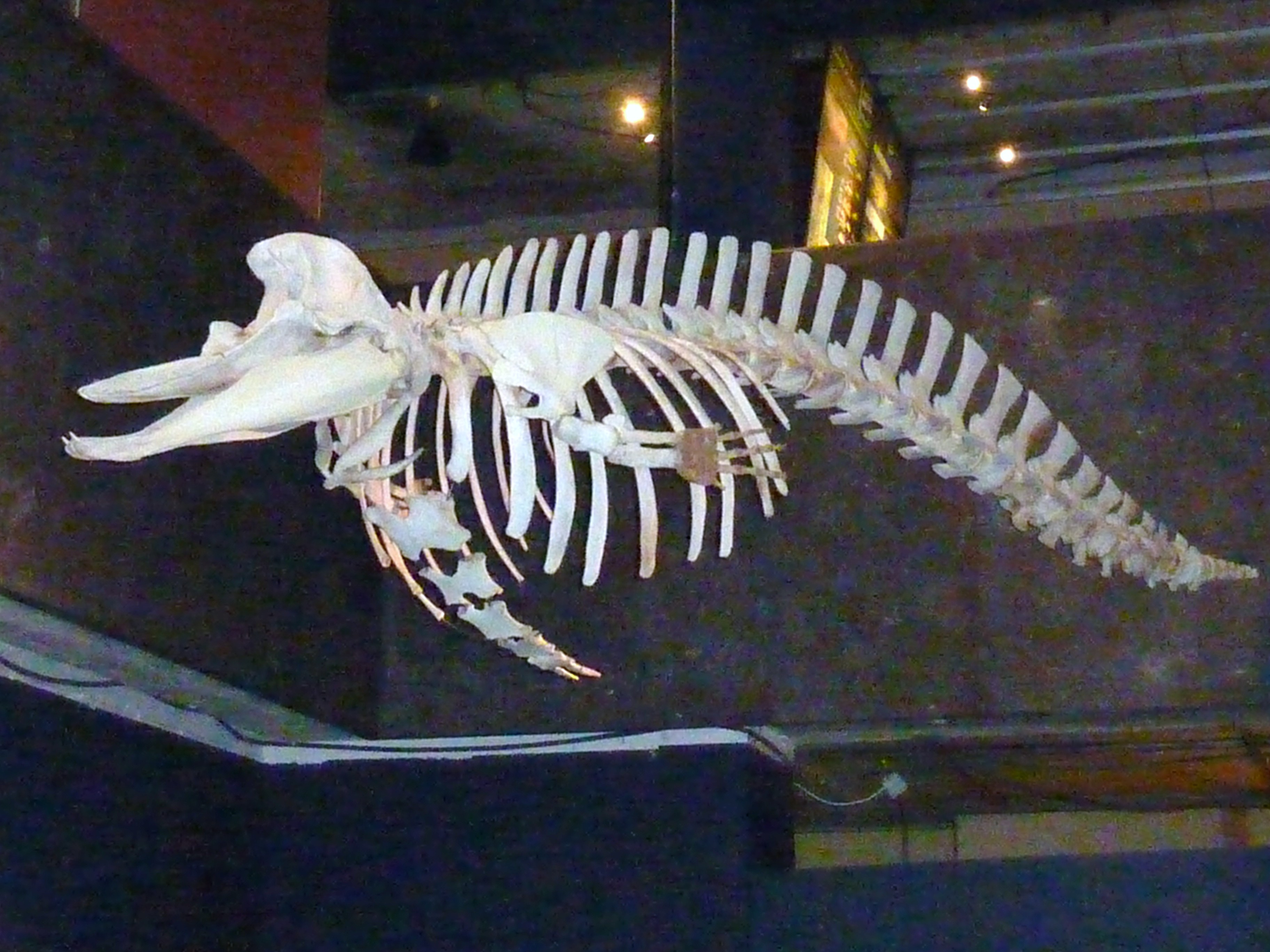
Esqueleto

As baleias-bicudas-de-cuvier se alimentam de várias espécies de lulas, incluindo cranquiídeos (Cranchiidae), onicotêutidas (Onychoteuthidae), braquiotêutidas (Brachioteuthidae), enoplotêutidas (Enoploteuthidae), octopotêutidas (Octopoteuthidae) e histiotêutidas (Histioteuthidae), bem como peixes de águas profundas. Os cientistas usaram espécimes encalhados para estudar os hábitos alimentares das baleias por meio de análises estomacais.

## Distribuição e habitat
Tem uma distribuição cosmopolita em águas profundas e no mar aberto, desde os trópicos até os mares frios e temperados. No Pacífico Norte, ocorre tanto ao norte quanto as ilhas Aleutas e no Atlântico Norte ao extremo norte das províncias atlânticas do Canadá no oeste até as Xetlândias no leste. No Hemisfério Sul, ocorre tão ao sul quanto na Terra do Fogo, na África do Sul, no sul da Austrália, na Nova Zelândia e nas ilhas Chatham. Também frequenta corpos de águas interiores como os golfos do México e os mares do Caribe e Mediterrâneo. A população mediterrânea pode ser geneticamente distinta da(s) população (ões) do Atlântico Norte.
As baleias-bicudas-de-cuvier pode ser uma das baleias-bicudas mais comuns e abundantes, com uma população mundial provavelmente superior a 100 000 indivíduos. Cerca de 80 000 indivíduos estão no Pacífico Oriental tropical, quase 1 900 estão na costa oeste dos Estados Unidos (excluindo o Alasca) e mais de 15 000 estão ao largo do Havaí.

## Interação com os seres humanos

### Baleeira e pesca

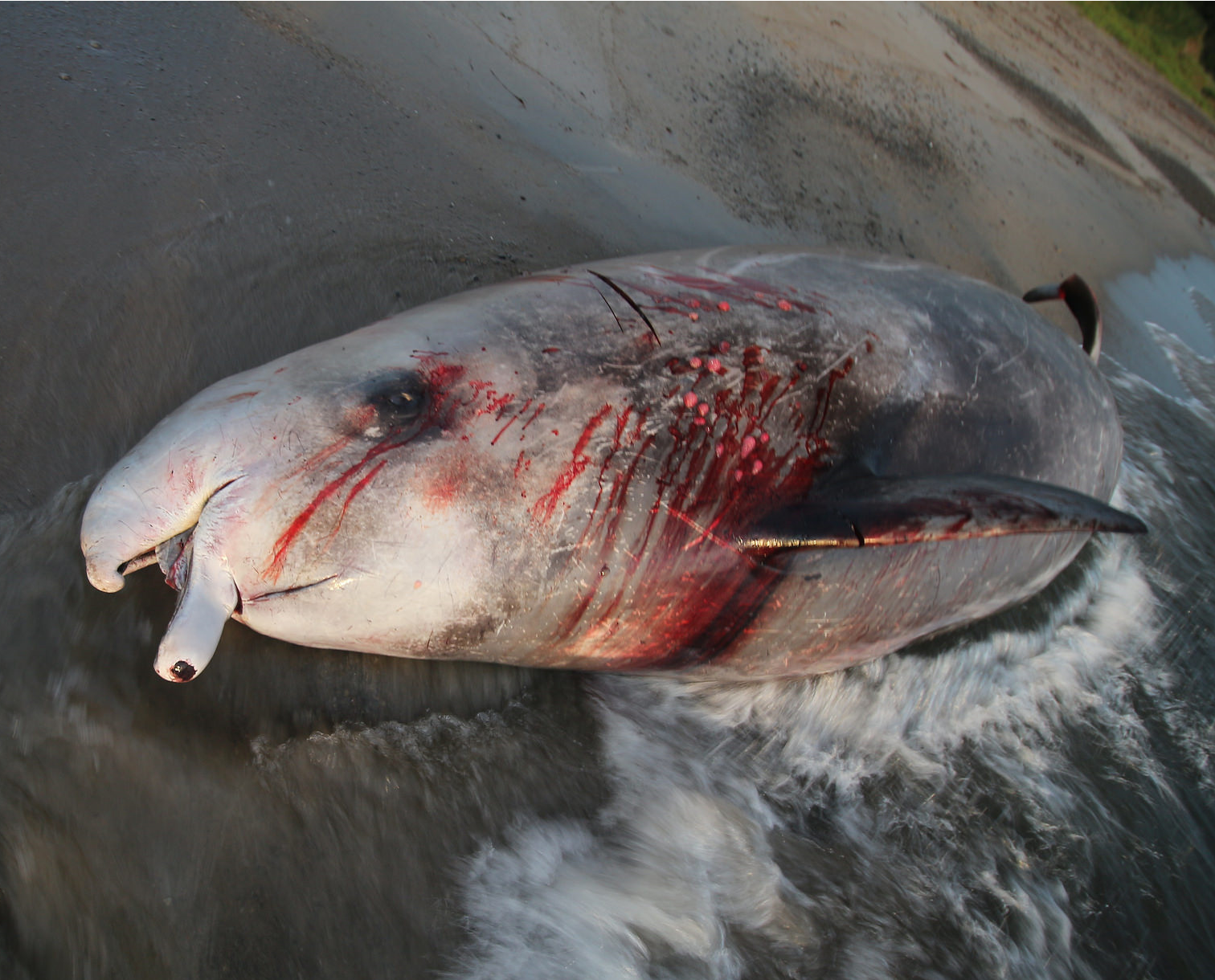
Exemplar encalhado em Terra Nova e Labrador

Antes de 1955, estima-se que os baleeiros japoneses capturavam de 3 a 35 cuvier por ano. De 1955 até a década de 1990, mais de 4 000 espécimes foram capturadas. A espécie foi supostamente capturada acidentalmente em pescarias na Colômbia, na pesca do espadarte italiano e na pesca com rede de emalhar de deriva na Califórnia e Oregão, na costa oeste dos Estados Unidos, onde entre 22 e 44 indivíduos morreram a cada ano de 1992 a 1995. É abrangida pelo Acordo sobre a Conservação de Pequenos Cetáceos dos Mares Báltico, Atlântico Nordeste, Irlandês e do Norte (ASCOBANS) e pelo Acordo sobre a Conservação dos Cetáceos no Mar Negro, Mar Mediterrâneo e Área Atlântica Contígua (ACCOBAMS). A espécie também está incluída no Memorando de Entendimento Sobre a Conservação do Peixe-Boi e Pequenos Cetáceos da África Ocidental e da Macronésia (MoU dos Mamíferos Aquáticos da África Ocidental) e no Memorando de Entendimento para a Conservação de Cetáceos e Seus Habitats na Região das Ilhas do Pacífico (MoU dos cetáceos do Pacífico Cetáceos).

### Sonar e manobras militares
A baleia-bicudo-de-cuvier parece ter uma reação ruim ao sonar. Encalhes geralmente ocorrem perto de bases navais onde o sonar pode estar em uso. Foi observada no Havaí evitando mergulhar em busca de comida ou evitar uma área onde o sonar está em uso. Uma maior incidência de encalhes foi registrada em mares barulhentos, como o Mediterrâneo, e vários encalhes em massa ocorreram após as operações da marinha espanhola nas ilhas Canárias. Em 2019, uma revisão das evidências sobre o encalhe em massa de baleias de bico ligado a exercícios navais onde o sonar foi usado concluiu que os efeitos do sonar ativo de média frequência são mais fortes, mas variam entre indivíduos ou populações, e a força da resposta das baleias pode depender se os indivíduos tiveram exposição anterior ao sonar. O relatório considerou a explicação mais plausível dos sintomas da doença da descompressão, como embolia gasosa encontrada em baleias encalhadas, como a resposta das baleias ao sonar. Observou que não ocorreram mais encalhes em massa nas ilhas Canárias uma vez que os exercícios navais usando sonar foram proibidos lá, e recomendou que a proibição fosse estendida a outras áreas, como o Mediterrâneo, onde encalhes em massa continuam a ocorrer.